# Üstökös mangábé
Az üstökös mangábé (Lophocebus aterrimus) a cerkóffélék családjába tartozó, Közép-Afrikában honos majomfaj.

## Megjelenése

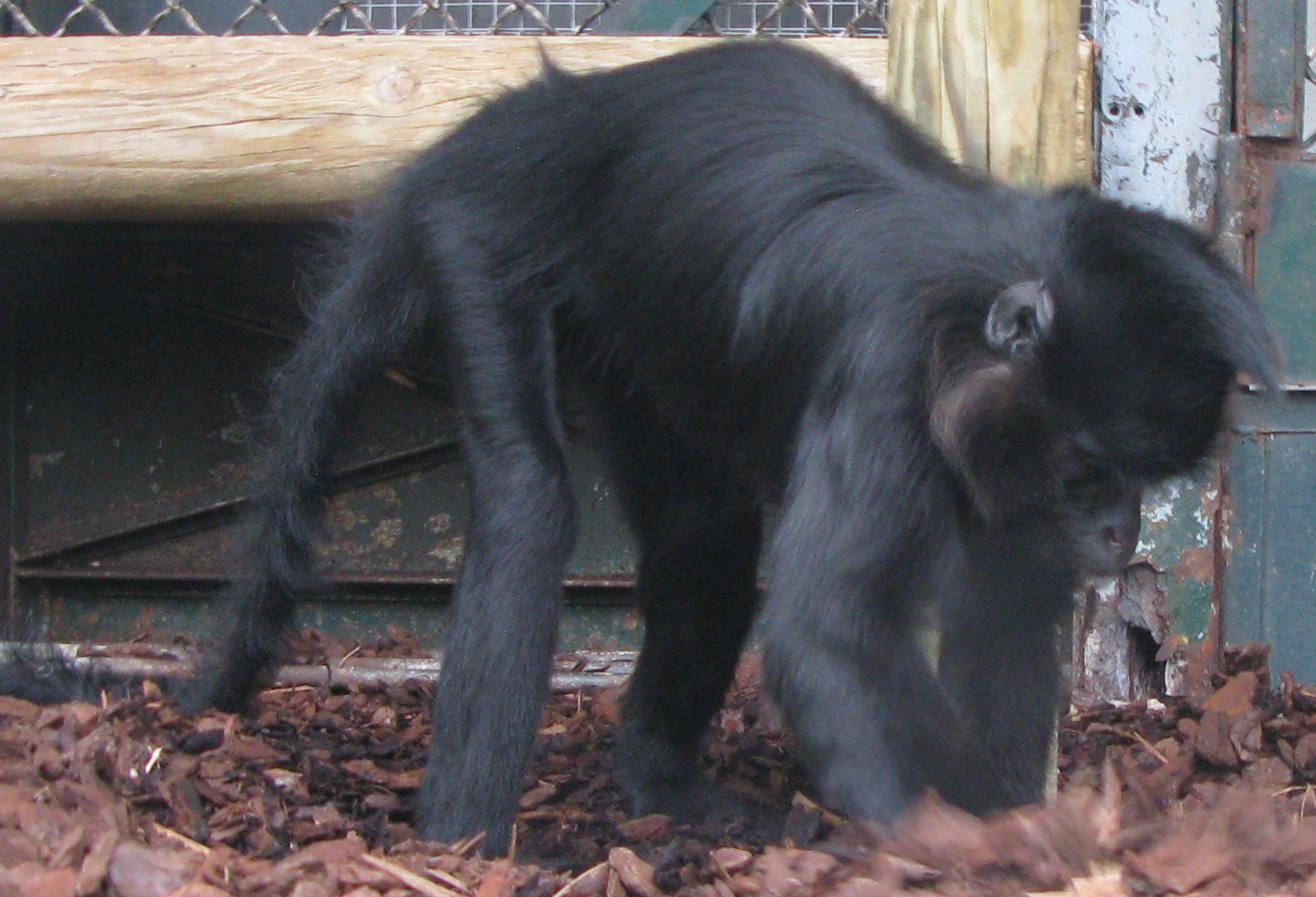
Üstökös mangábé a párizsi állatkertben

Az üstökös mangábé közepes méretű majom, testhossza 45–65 cm közötti, farka pedig hosszabb mint a teste: 80–85 cm-es. A hímek jelentősen nagyobbak a nőstényeknél, az ő súlyuk 6–11 kg, míg a nőstényeké 4–7 kg között lehet. Testalkata karcsú, végtagjai hosszúak. A többi majomfajtól könnyen megkülönböztethető a feje tetején ágaskodó fekete szőrtaraj miatt. Egész testét fekete bunda borítja, csak az oldalra meredező pofaszakálla szürke. A kölykök szőrzete többnyire sötétebb, mint a felnőtteké. A legtöbb mangábétól eltérően felső szemhéjai nem világosak.
Két alfaja ismert, bár egyes szerzők (Groves 2001, 2005) külön fajnak ismerik el őket:
- L. aterrimus aterrimus a Kongó völgyének középső részén
- L. aterrimus opdenboschi A Kongói Demokratikus Köztársaság délnyugati és Angola északkeleti részén

## Elterjedése
Közép-afrikai faj, a Kongói Demokratikus Köztársaságban a Kongó folyótól délre, valamint Angolában fordul elő.
Erdei állat, elsődleges és másodlagos esőerdők, galériaerdők és mocsarak lakója. 

## Életmódja

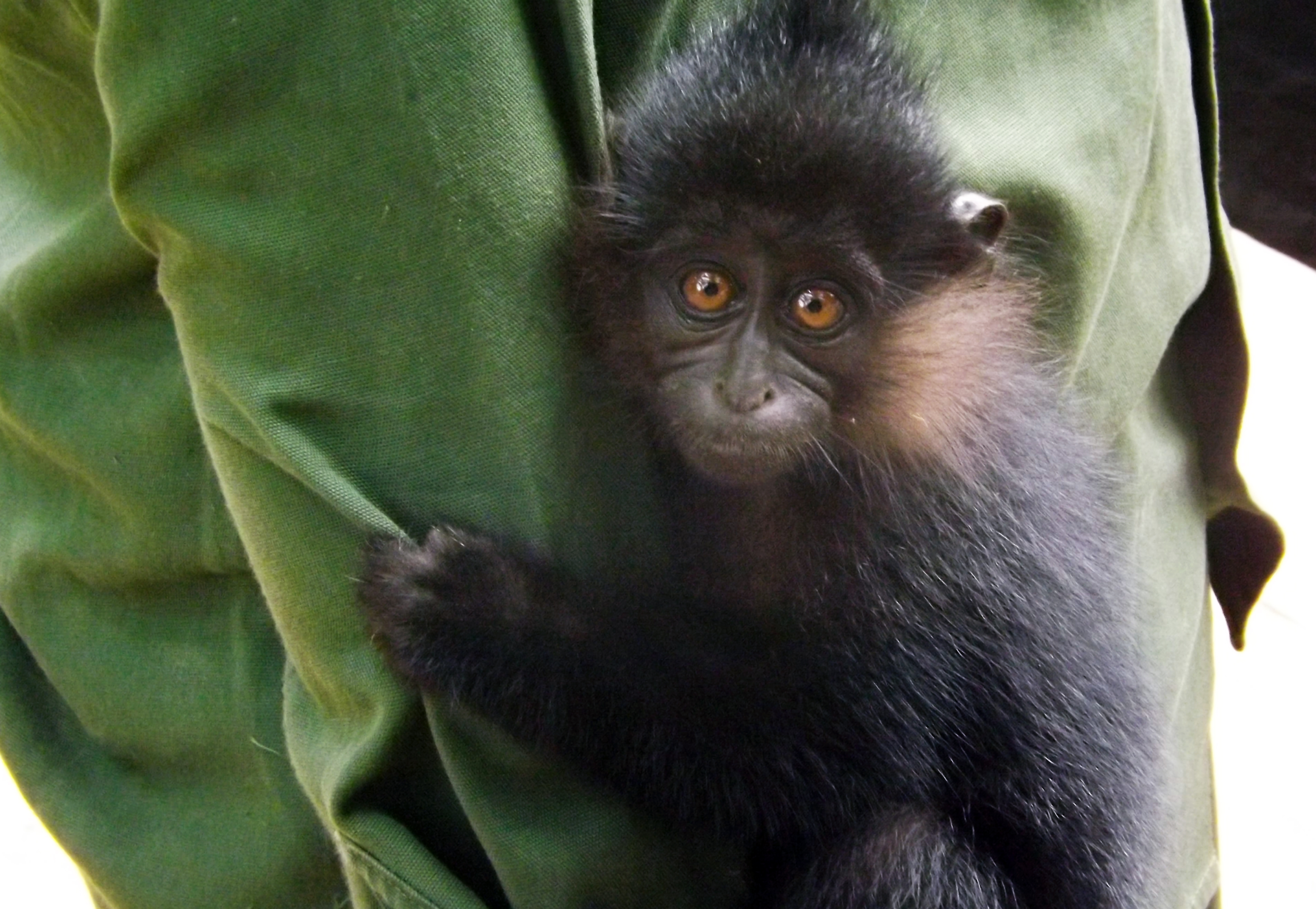
Kölyökmangábé

AZ üstökös mangábé élete nagy részét a fák lombjai között, a lombkorona középső és felső szintjein (12–30 m-es magasságban) tölti. Ügyesen ugranak át egyik ágról a másikra, akár öt méteres távolságra is. Táplálék után kutatva időnként lemerészkednek a talajra. Nappal - főleg reggel - aktívak.
Étrendje gyümölcsökből és magvakból áll, amit virágokkal, zsenge levelekkel, nektárral vagy kéregdarabokkal egészít ki. Időnként elkap egy-egy rovart is. A táplálék feldarabolásában és feltörésében jókora metszőfogai és lapos zápfogai segítik. A táplálék egy részét nagy pofazacskóiban tárolja.
9-16 egyedből álló, több hímet és nőstényt tartalmazó csapatokat alkot. A csapat területe 48-70 hektárra terjed ki, de átfedhet a szomszédos csoportok territóriumával.
Legfőbb ellensége a koronás sas. Ha meglátnak egy sast, vészkiáltást hallatnak, majd a sűrű lombozat alatt keresnek menedéket és akár órákig csendben várják, hogy elmúljon a veszély.
A vadon élő üstökös mangábék szaporodása csak kevéssé ismert. Az ovuláló nőstény ivarszervének környéke rózsaszín lesz és megduzzad. 5,5-6 hónapos vemhesség után általában az esős évszakban, július-augusztusban hozzák világra egyetlen kölyküket. A felnövekvő nőstények a csoporttal maradnak, míg az ivarérett hímek elhagyják azt a csapatot ahol születtek és másikat keresnek. 

## Környezetvédelmi helyzete
A fürge mangábé a Természetvédelmi Világszövetség Vörös listáján mérsékelten fenyegetett státusszal szerepel. Az utóbbi harminc évben létszáma 20-25%-kal megfogyatkozott. A helyi lakosság vadászik rá és élőhelyét az erdőirtások veszélyeztetik. Szerepel a washingtoni egyezmény II. függelékében, vagyis kereskedelme korlátozott.